# コースとセヴェンヌの地中海農牧業の文化的景観
コースとセヴェンヌの地中海農牧業の文化的景観（コースとセヴェンヌのちちゅうかいのうぼくぎょうのぶんかてきけいかん）は、フランス南部の中央山塊に属するコース地方とセヴェンヌ山脈に含まれる農業景観を対象とする、UNESCOの世界遺産リスト登録物件である。ロックフォール・チーズの産地などを含むその景観は、中世以来の伝統的な牧畜が営まれていることなどを理由として、2011年の第35回世界遺産委員会で登録された。

## 登録経緯

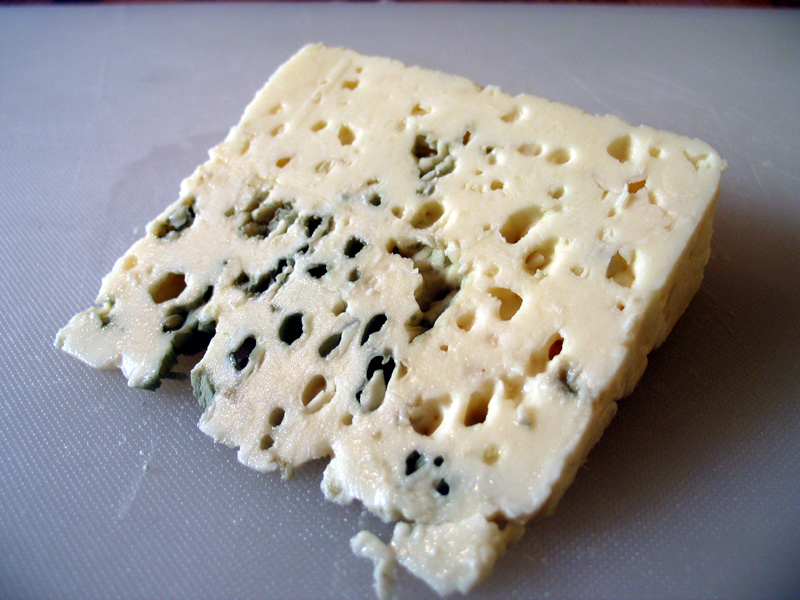
ロックフォール・チーズの一切れ

この物件がフランスの暫定リストに記載されたのは2002年2月1日のことであり、最初の推薦書は2005年1月25日に世界遺産センターに提出された。しかし、世界遺産委員会の諮問機関である国際記念物遺跡会議 (ICOMOS) からは資産について再考すべきとして「登録延期」を勧告され、翌年の第30回世界遺産委員会（ヴィリニュス）でも「情報照会」決議にとどまった。フランス当局は資産範囲を再考した上で2009年1月27日に再推薦したが、ICOMOSは再構成範囲についての情報が不十分であり、再度の現地調査が必要として「登録延期」を勧告した。その年の第33回世界遺産委員会（セビリア）では再び「情報照会」を決議され、フランス当局は2011年1月31日に三度目の推薦をした。
その三度目の推薦書では、価値の重点が農牧業、とりわけロックフォールのようなチーズ生産のための羊の粗放的牧畜に置かれた。この推薦に対し、ICOMOSは世界遺産としての顕著な普遍的価値は認めたものの、見直された登録範囲や保全状況についてのさらなる検討を理由に「情報照会」勧告にとどめた。しかし、その年の第35回世界遺産委員会では、勧告が覆されて登録が認められた。なお、この第35回は、諮問機関が「登録」勧告をして登録された物件よりも、登録を見送るように勧告して逆転登録された物件の方が上回ったことで議論になった年であり、これはそうした逆転登録の一つである。ともあれ、フランスは同じ年に登録された国境を越える世界遺産「アルプス山脈周辺の先史時代の杭上住居群」とあわせて世界遺産を2件増やし、37件とした。

### 登録名
世界遺産としての正式登録名は、The Causses and the Cévennes, Mediterranean agro-pastoral Cultural Landscape （英語）、Les Causses et les Cévennes, paysage culturel de l’agro-pastoralisme méditerranéen （フランス語）である。その日本語訳は資料によって以下のような違いがある。
- コースとセヴェンヌの地中海性農牧地の文化的景観（日本ユネスコ協会連盟）[5]
- コースとセヴェンヌ、地中海性農業牧草地の文化的景観（世界遺産検定事務局）[6]
- コース地方とセヴェンヌ地方の地中海性農業や牧畜の文化的景観（古田陽久 古田真美）[7]
- コース地方とセベンヌ山地（市原富士夫）[8]
- コースとセヴェンヌの地中海農牧業の文化的景観（なるほど知図帳）[9]

## 登録範囲

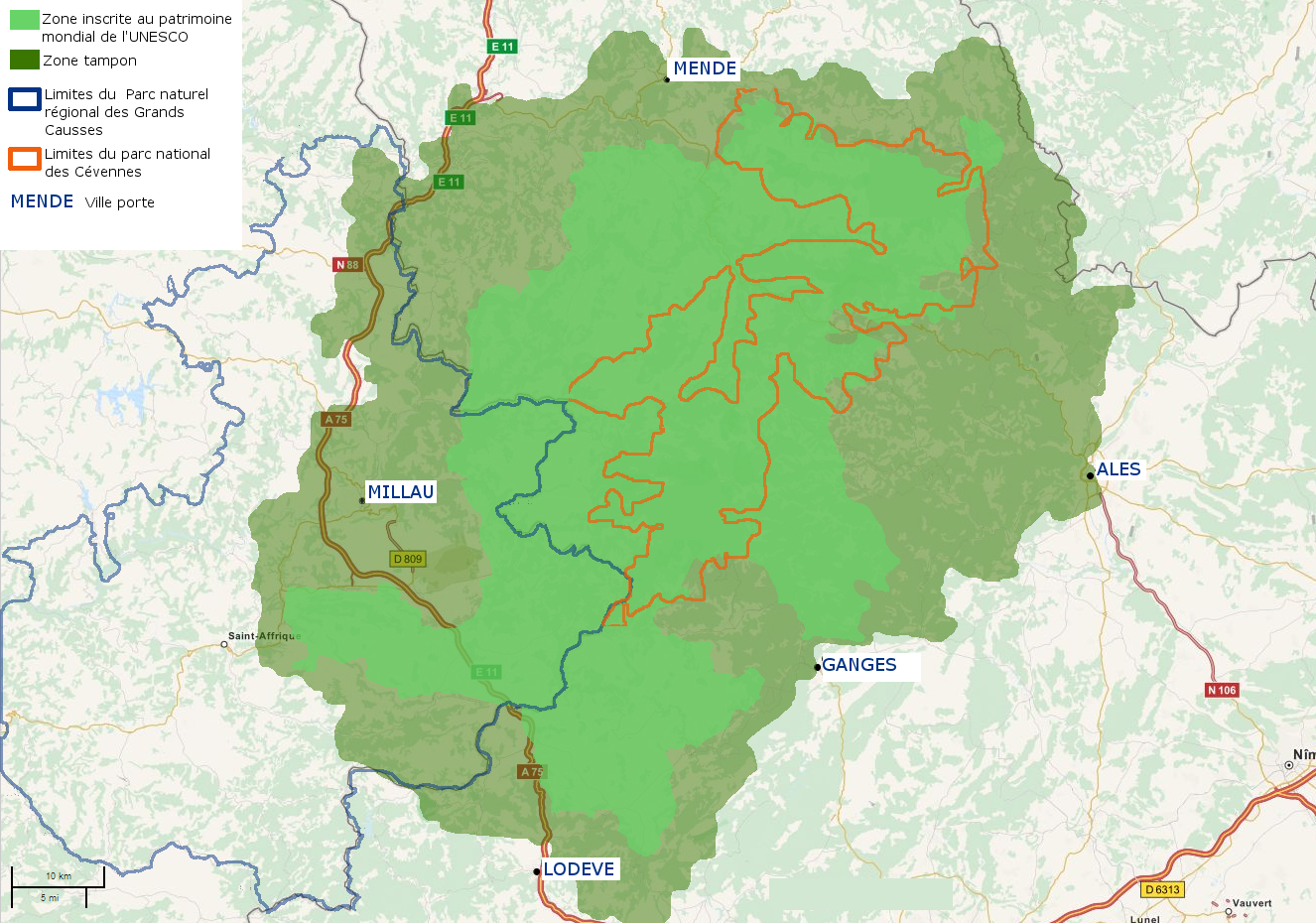
世界遺産登録範囲の地図

グラン・コースとセヴェンヌの登録対象は、中央山塊南部に位置し、4県（アヴェロン県、ガール県、エロー県、ロゼール県）にまたがっている。登録対象内には134のコミューンがあるが、他地域との境界をなしているのはヴィル・ポルト（« villes portes », 玄関の町）と呼ばれる5つの町、すなわちマンド、アレス、ガンジュ、ロデーヴ、ミヨーである。範囲内の村々の景観や、石造の農家群には、11世紀以来の修道院の影響が見られるとされる。また、ロゼール山での夏の移牧はヨーロッパで伝統的な移牧がかろうじて残っている数少ない場所の1つである。
登録範囲を取り囲む緩衝地域には97のコミューンが存在している。

## 保護
登録範囲はセヴェンヌ国立公園やグラン・コース地域圏自然公園によって保護されてきた。しかしながら、シェール・ガス採掘の可能性が取りざたされて、脅かされている地域もある。とはいえ、ICOMOSの勧告で特に問題視された脅威は、伝統的な農牧畜業の衰退への懸念であった。

## 登録基準
- (3) 現存するまたは消滅した文化的伝統または文明の、唯一のまたは少なくとも稀な証拠。
  - 世界遺産委員会は基準 (3) の適用理由について、「コースとセヴェンヌは地中海農牧業の一類型の顕著な例を示している。特徴的な社会構造と地元の牧羊に基礎を置くこの文化的伝統は、景観の構成、とりわけ農場、施設、草原、水利、移動家畜の通り道、開放された共有牧草地の型に反映されており、その伝統のとりわけ12世紀以降の諸要素の発展様式について明らかにするものにも反映されている。その農牧業の伝統は今もなお生き続けており、この数十年の間にも再び活性化されてきたのである」[15]とした。

- (5) ある文化（または複数の文化）を代表する伝統的集落、あるいは陸上ないし海上利用の際立った例。もしくは特に不可逆的な変化の中で存続が危ぶまれている人と環境の関わりあいの際立った例。
  - 世界遺産委員会はこちらの基準の適用理由については、「コースとセヴェンヌは地中海性農牧業の模範、より正確にいえば、南西ヨーロッパにおける共通の反応を代表するものと考えられている。それらの景観の地域は時代の流れ、とりわけ数千年来の流れに沿って発展してきたシステムの様式へともたらされた傑出した反応を例証している」[15]とした。